# Alisson Becker
Alisson Ramses Becker (mai bine cunoscut sub numele de Alisson; n. 2 octombrie 1992, Novo Hamburgo, Rio Grande do Sul, Brazilia) este un fotbalist brazilian de origine germană; Joacă pe postul de portar la actuala lui echipă Liverpool FC din Anglia. A început cariera la S. C. Internațional în 2013, după unirea la echipa de tineret în 2008. De atunci, a câștigat cinci Campeonato Gaucho. În 2016, a fost transferat la Associazione Sportiva Roma care a plătit 7,5 milioane de euro pentru el.
În 2018,a fost transportat la Liverpool Football Club care a plătit 66,8 milioane de euro pentru el.

## Palmares
Internacional
- Campeonato Gaúcho: 2013, 2014, 2015, 2016[8]

Liverpool
- Premier League: 2019-2020
- UEFA Champions League: 2018–19[9]
- Supercupa Europei: 2019
- Campionatul Mondial al Cluburilor: 2019
- Cupa Angliei: 2021-2022
- Cupa Ligii Angliei: 2021-2022
- Supercupa Angliei: 2022

Brazil U23
- Toulon Tournament: 2013[8]

Brazil
• Copa America: 2019